# Lijst van gemeentelijke monumenten in Meteren
De plaats Meteren, onderdeel van de gemeente West Betuwe, kent 26 gemeentelijke monumenten; hieronder een overzicht.
| Object                                                 | Bouwjaar   | Architect | Locatie               | Coördinaten                   | Nr.        | Afbeelding                                             |
| ------------------------------------------------------ | ---------- | --------- | --------------------- | ----------------------------- | ---------- | ------------------------------------------------------ |
| Boerderij t Hofke                                      | circa 1890 |           | Achtersteweg 69       | 51° 51' 39" NB, 5° 16' 48" OL | 1960/WN124 | Upload foto                                            |
| Woonhuis                                               | 1875-1900  |           | Blankertseweg 2       | 51° 51' 55" NB, 5° 17' 26" OL | 1960/WN127 | Woonhuis                                               |
| Boerderij Geymenhof                                    | 1700-1800  |           | Blankertseweg 5       | 51° 51' 54" NB, 5° 17' 36" OL | 1960/WN128 | Boerderij Geymenhof                                    |
| Boerderij Rijsen en Oijen                              | 1700-1800  |           | Blankertseweg 8       | 51° 51' 31" NB, 5° 18' 46" OL | 1960/WN129 | Meer afbeeldingen                                      |
| Boerderij Rijsen en Oijen                              | 1850-1875  |           | Blankertseweg 8       | 51° 51' 31" NB, 5° 18' 46" OL | 1960/WN130 | Meer afbeeldingen                                      |
| Boerderij                                              | 1875-1900  |           | Blankertseweg 17      | 51° 51' 47" NB, 5° 18' 33" OL | 1960/WN125 | Boerderij                                              |
| Boerderij                                              | 1800-1850  |           | Blankertseweg 17      | 51° 51' 47" NB, 5° 18' 33" OL | 1960/WN126 | Boerderij                                              |
| Boerderij Struykenhof                                  | 1800-1850  |           | Bommelweg 2-2a        | 51° 51' 26" NB, 5° 18' 59" OL | 1960/WN131 | Meer afbeeldingen                                      |
| Woonhuis met aan de chaletstijl ontleende detaillering | circa 1905 |           | Dorpsstraat 8         | 51° 51' 48" NB, 5° 16' 59" OL | 1960/WN138 | Woonhuis met aan de chaletstijl ontleende detaillering |
| Boerderij                                              | 1850-1875  |           | Dorpsstraat 10        | 51° 51' 49" NB, 5° 16' 59" OL | 1960/WN133 | Boerderij                                              |
| Boerderij                                              | 1850-1875  |           | Dorpsstraat 11-11a    | 51° 51' 52" NB, 5° 16' 59" OL | 1960/WN134 | Boerderij                                              |
| T-boerderij                                            | circa 1890 |           | Dorpsstraat 46        | 51° 51' 58" NB, 5° 16' 50" OL | 1960/WN136 | T-boerderij                                            |
| Boerderij                                              | 1850-1875  |           | Dorpsstraat 48        | 51° 51' 58" NB, 5° 16' 48" OL | 1960/WN137 | Boerderij                                              |
| Boerderij                                              | 1875-1900  |           | Mark 34               | 51° 51' 21" NB, 5° 17' 27" OL | 1960/WN139 | Meer afbeeldingen                                      |
| Boerderij Bergakker                                    | 1881       |           | Mark 42               | 51° 51' 9" NB, 5° 18' 29" OL  | 1960/WN140 | Boerderij Bergakker                                    |
| Boerderij                                              | 1900-1920  |           | Rijksstraatweg 63     | 51° 51' 52" NB, 5° 17' 11" OL | 1960/WN141 | Boerderij                                              |
| Woonhuis Villa Elisabeth                               | 1875-1900  |           | Rijksstraatweg 69     | 51° 51' 39" NB, 5° 16' 55" OL | 1960/WN146 | Woonhuis Villa Elisabeth                               |
| Oude Begraafplaats                                     |            |           | Rijksstraatweg bij 69 | 51° 51' 39" NB, 5° 16' 55" OL | 1960/WN142 | Meer afbeeldingen                                      |
| Baarhuis bij Oude Begraafplaats                        | 1875-1900  |           | Rijksstraatweg bij 69 | 51° 51' 39" NB, 5° 16' 55" OL | 1960/WN143 | Meer afbeeldingen                                      |
| Hekwerk van Oude Begraafplaats                         | 1875-1900  |           | Rijksstraatweg bij 69 | 51° 51' 39" NB, 5° 16' 55" OL | 1960/WN144 | Meer afbeeldingen                                      |
| Koetshuis                                              | 1875-1900  |           | Rijksstraatweg bij 69 | 51° 51' 39" NB, 5° 16' 55" OL | 1960/WN145 | Upload foto                                            |
| Boerderij                                              | 1850-1875  |           | Rijksstraatweg bij 76 | 51° 51' 48" NB, 5° 17' 7" OL  | 1960/WN147 | Upload foto                                            |
| Boerderij De Hooge Hof                                 | 1875-1900  |           | Rijksstraatweg 76     | 51° 51' 48" NB, 5° 17' 7" OL  | 1960/WN148 | Boerderij De Hooge Hof                                 |
| Pastorie                                               | circa 1865 |           | Schoolstraat 2        | 51° 51' 51" NB, 5° 17' 2" OL  | 1960/WN149 | Pastorie                                               |
| Boerderij                                              | 1850-1875  |           | Wilhelminastraat 1    | 51° 51' 52" NB, 5° 17' 9" OL  | 1960/WN150 | Boerderij                                              |
| Boerderij                                              | circa 1890 |           | Wilhelminastraat 5    | 51° 51' 53" NB, 5° 17' 5" OL  | 1960/WN151 | Boerderij                                              |